# Тодо Такатора
Тодо Такатора (1556-1630), јапански војсковођа из периода Азучи-Момојама и Едо.

## Биографија
Тодо Такатора био је самурај у служби Ода Нобунаге, а после његове смрти (1882) служио је Тојотоми Хидејошија. Командовао је делом јапанске флоте током јапанске инвазије Кореје (1592—1598) и поражен је у бици у луци Окпо (7. маја 1592) од стране адмирала Ји Сун Сина.
Године 1594. добио је феуд Осу у провинцији Ијо, вредан 80.000 кокуа годишње. После битке код Секигахаре (1600), где се борио на победничкој страни, добио је посед Уваџима (у провинцији Ијо, 200.000 кокуа), а 1608. феуд Цу (у провинцији Исе), са приходом од 320.000 кокуа. Истакао се у летњој кампањи током битке за Осаку (1615).